# Manoir de Testama
Le manoir de Testama (en allemand : Gutshaus Testama, en estonien: Tõstamaa mõis) est un ancien manoir seigneurial autrefois en Livonie, aujourd'hui en Estonie, situé à côté du village de Tõstamaa dans la province de Pärnu.

## Histoire

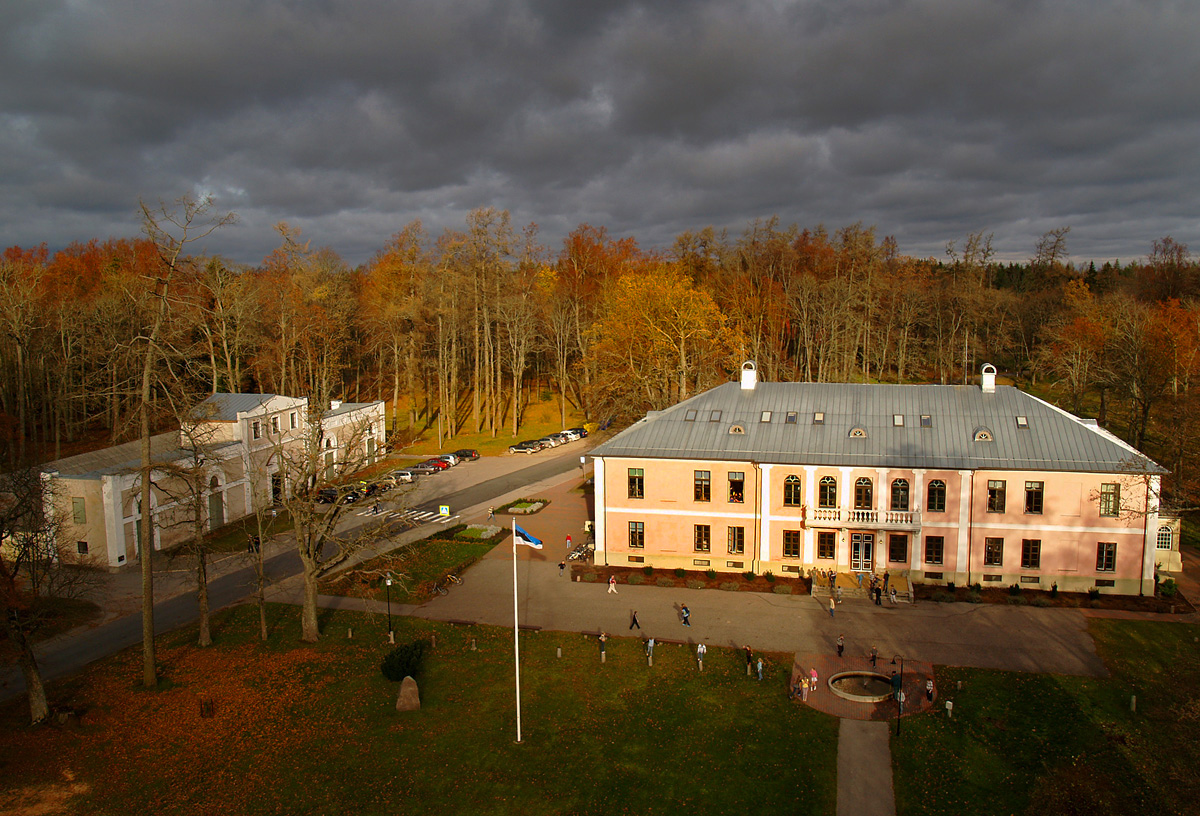
Vue aérienne du manoir

Le domaine (Rittergut en allemand) a été mentionné en 1533 comme faisant partie de l'évêché d'Ösel-Wiek. Il appartient au XVIIe siècle à la famille von Hemmersen qui y fait construire un manoir de bois, puis un petit château néoclassique à un étage est construit en 1804 avec des pilastres élégants au milieu de la façade. Le domaine appartient à partir de 1831 à la puissante famille Staël von Holstein et reste en sa possession, jusqu'à la nationalisation d'octobre 1919 par le gouvernement de la nouvelle république estonienne des biens de la noblesse terrienne. Le baron Wilhelm Fromhold Staël von Holstein ajoute des éléments historicistes, comme la terrasse, dans les années 1860. C'est ici que vécut le fameux orientaliste et traducteur de sanscrit, le baron Alexander Wilhelm Staël von Holstein (1877-1937).
Le manoir sert d'école depuis 1921.

## Source
- (et) Cet article est partiellement ou en totalité issu de l’article de Wikipédia en estonien intitulé « Tõstamaa mõis » (voir la liste des auteurs).